# Casal Tramuntana
El Casal Tramuntana va ser un punt de trobada de jovent d'ideologia d'extrema dreta a Barcelona.
Va obrir les portes el 27 de desembre de 2011 al carrer de la Independència, 333, del barri del Camp de l'Arpa. Va estar obert entre 2012 i juny de 2014, quan va tancar en expirar el contracte de lloguer. El Casal estava inspirat en la italiana CasaPound. El mateix juny de 2014 es va traslladar al carrer Alcalá de Guadaira al districte de Sant Martí, segons va explicar a Europa Press el seu portaveu i també regidor de Plataforma per Catalunya a l'Hospitalet de Llobregat, Alberto Sánchez.
Un any després, a finals de maig de 2015, el Casal Tramuntana va anunciar el seu tancament a causa de la lluita veïnal i l'oposició de la plataforma Unitat Contra el Feixisme i el Racisme.